# Unión de Muchachas
La Unión de Muchachas fue una organización juvenil femenina española creada durante la guerra civil. Nació durante la Conferencia Nacional de Muchachas celebrada en el Ateneo de Madrid durante el 8 y el 9 de mayo de 1937. Se extendió por el resto de España durante los siguientes meses. Su intención era agrupar a las jóvenes de izquierdas de entre 16 y 25 años. Fue creada por mujeres de las Juventudes Socialistas Unificadas (JSU), aunque su idea era la de unidad fuera cual fuera la postura política, religiosa y geográfica.

## Historia

### Antecedentes
Fue una organización política, cultural y educativa creada en un contexto de guerra, es decir, una situación anormal en la que se produjo una movilización de las mujeres que rompieron los estereotipos de género tradicionales.
Junto con otras organizaciones como la Asociación de Mujeres Antifascistas (AMA) o Mujeres Libres lucharon por la igualdad de las mujeres en el mundo laboral, creyendo que la igualdad proporcionaría la victoria del bando republicano en la guerra al combinar su esfuerzo junto con el de los hombres en el frente. Compartían pues la lucha antifascista y la movilización de las mujeres. La organización pasó a formar parte de la Alianza Juvenil Antifascista (AJA) en enero de 1938.

### Objetivos
Su principal objetivo era coordinar la actividad que las jóvenes pudieran aportar para la guerra. También querían preparar a nivel técnico y profesional a las muchachas para que pudieran incorporarse al trabajo lo antes posible.
Para ello crearon Hogares o Casas de las Muchachas en todas las localidades en las que existieran militantes de Unión de Muchachas, para organizar el trabajo de estas delegaciones municipales y proporcionar un lugar de apoyo y ayuda, así como una sede de reuniones o de trabajo. En estas Casas habría bibliotecas y clubs deportivos.  También se realizaron cursos de alfabetización y de cultura general. En 1937 se inauguró el primer Hogar de la Muchachas ubicado en El Escorial. En él se desarrollaron clases de cultura general, de corte y confección, de música, de dibujo y de cultura física.
Se pretendía también la formación de enfermeras y la capacitación para cubrir los puestos de trabajo dejados por los hombres que estaban en el frente. Por tanto, una de sus reivindicaciones fue la igualdad salarial. Sin embargo, tuvieron que enfrentarse a la intransigencia de los sindicatos que no aceptaban la incorporación de las mujeres al trabajo.
Para conseguir sus objetivos fue fundamental la propaganda. Así, fue clave el taller llamado La Gallofa, dirigido por el pintor José Bardasano. En un principio estaba instalado en Madrid pero, con el transcurso de la guerra, fue desplazado a Valencia. La sección de propaganda fue dirigida por Juana Francisca Rubio.
El equivalente catalán fue la Alianza Nacional de la Dona Jove, fundada el 25 de abril de 1937 y presidida por Montserrat Martínez.

### Afiliadas
La primera dirigente de la Unión de Muchachas fue Trinidad Torrijos. También lo fueron Josefina López Sanmartín,Rosario Soto y Juana Doña. Julia Vigre fue responsable de la revista Muchachas, difusora de sus principios, que comenzó a publicarse en 1937. Entre sus afiliadas estaban Adelina García Casillas, una de las Trece Rosas, y la miliciana Isabel Martínez Blaya.